# 1,2-Dicloropropà
L'1,2-dicloropropà és un compost orgànic classificat com a clorocarboni. És un líquid incolor, inflamable i d'olor dolça. S'obté com a subproducte de la producció d'epiclorhidrina, que es produeix a gran escala. És una substància química feta per l'ésser humà que s'evapora ràpidament a l'aire. És un excel·lent solvent i pot reemplaçar amb èxit altres substàncies orgàniques, com acetona, toluè i xilè. S'empra a la indústria, entre altres coses, per dissoldre substàncies difícils d'eliminar.

## Propietats
El dicloropropà (DCP) és un líquid lleugerament tèrbol amb una olor característica similar al cloroform. Pertany al grup de compostos orgànics volàtils (COV) i ràpidament s'evapora a temperatura ambient. La seva alta volatilitat s'utilitza principalment en la producció de fumigants. El DCP també és un compost inflamable, per tant, s'ha classificat com una substància perillosa. Altres noms químics per a aquest compost són: diclorur de propilè o clorur de propilè.

## Obtenció
El dicloropropà no es presenta de forma natural. S'obté principalment en el procés de producció d'òxid de propilè.

## Usos
L'1,2-dicloropropà s'usa principalment com a intermediari químic en la producció d'altres productes químics orgànics com el propilè, el tetraclorur de carboni i el tetracloroetilè. S'ha informat que el coproducte i la matèria primera representen el 99,5% de la producció total d'1,2-dicloropropà als Estats Units i Europa. Altres usos per a l'1,2-dicloropropà inclouen l'extracció de taques tèxtils, extractor d'oli i parafina, compost descoratjador, com a netejador de metall, i en insecticides.
L'1,2-dicloropropà s'utilitza com a dissolvent o diluent en recobriments d'alquí, acrílic o poliuretà i tintes de poliamida, així com un degressor de metall a la Xina.
L'1,2-dicloropropà s'ha formulat amb l'ingredient actiu 1,3-dicloropropà per al seu ús com a gra i fumigant del sòl, però no s'ha emprat d'aquesta manera als Estats Units des de 1989, ni a la Unió Europea des de 2003. A Àsia, l'Organització per a la Cooperació i el Desenvolupament Econòmic (OCDE) informa que l'ús de fumigants del sòl s'ha interromput al Japó, però alguns usos agrícoles poden romandre en altres països.
Al Japó, l'ús principal d'1,2-dicloropropà és com a intermediari químic, però també s'ha utilitzat en processos d'impressió de desplaçament. El seu ús en la indústria de la impressió es va fer comú al Japó després de la reducció en l'ús d'1,1,1-tricloroetà a causa de la implementació del Protocol de Mont-real i la seva esmena. No obstant això, a causa de problemes de salut l'ús d'1,2-dicloropropà com a dissolvent de neteja en la indústria de la impressió ha disminuït al Japó.

## Toxicitat

Després de diversos casos de càncer de les vies biliars entre els empleats d'una impremta japonesa, una investigació realitzada pel Ministeri de Salut, Treball i Benestar del Japó va concloure el març del 2013 que aquests casos probablement es van deure a l'ús d'agents de neteja que contenien 1,2-dicloropropà. Per tant, hi ha evidència raonable que l'1,2-dicloropropà pot ser cancerigen.
Els ratolins i les rates que van respirar 1,2-dicloropropà van presentar càncer de l'aparell respiratori i tumors a la glàndula d'Harder i la melsa. Menjar alts nivells d'1,2-dicloropropà per un llarg període causa tumors mamaris i del fetge en rates i ratolins.
No s'han reportat casos en què inhalar o consumir 1,2-dicloropropà durant un curt període produeixi càncer en els éssers humans, però les exposicions de llarga durada per la boca als animals han mostrat evidència de càncer del fetge en rates i càncer de mama en rates femelles. Encara no s'entén bé la repercussió que tenen els éssers humans aquests estudis sobre el càncer realitzats en animals. S'ha observat irritació a la pell després del contacte amb 1,2-dicloropropà tant en humans com en conills.